# 2000年夏季奥林匹克运动会游泳比赛—男子4 × 200米自由泳接力
2000年夏季奥林匹克运动会男子4 x 200米自由泳接力的决赛于2000年9月19日在澳大利亚悉尼举行。最终，澳大利亚游泳队获得了此项比赛的冠军。

## 成绩
| 名次 | 队伍   | 成绩    |
| ---- | ------ | ------- |
|      | ·      | 7:07.05 |
|      | 美国 · | 7:12.64 |
|      | 荷兰   | 7:12.70 |